# PITX3
PITX3‏ (Paired like homeodomain 3) هوَ بروتين يُشَفر بواسطة جين PITX3 في الإنسان.